# Кумпу, Оскар
Оскар Вильям (Оскари Иванович) Кумпу (Форселл) (фин. Oskar Wiljam Kumpu (Forsell); 29 января 1889, Аскола, Нюландская губерния — 25 июня 1935, Олонец, Автономная Карельская ССР) — финский и советский борец греко-римского стиля, советский военный. Участник летних Олимпийских игр 1912 года.

## Биография
Оскар Кумпу родился 29 января 1889 года в российской общине Аскола (сейчас в Финляндии).
Впоследствии перебрался в Гельсингфорс. Трудился чернорабочим.
Выступал в соревнованиях по греко-римской борьбе за «Юри» из Гельсингфорса. Трижды выигрывал медали чемпионата Финляндии по греко-римской борьбе в весовой категории свыше 82,5 кг: в 1914 году бронзовую, в 1916 году серебряную, в 1917 году золотую.
В 1911 году участвовал в чемпионате мира в Гельсингфорсе, где занял 6-е место в весовой категории до 83 кг.
В 1912 году вошёл в состав сборной Финляндии на летних Олимпийских играх в Стокгольме. В весовой категории до 82,5 кг в первом раунде проиграл на 11-й минуте Оресте Арпе из Италии.
В 1918 году участвовал в финской гражданской войне в составе 1-й роты 4-го батальона 2-го полка Хельсинкской красной гвардии, сформированной в основном из членов спортклуба «Юри». После поражения красных перебрался в Советскую Россию.
В 1919 году окончил в Петрограде курсы разведчиков в интернациональной школе красных офицеров.
Участвовал в Гражданской войне. Сражался в Восточной Карелии. В январе 1922 года участвовал в рейде лыжного отряда Тойво Антикайнена, в результате которого был уничтожен штаб белофиннов и они были изгнаны из Советской Карелии.
В 1920-е годы снова занимался борьбой под руководством Ивана Поддубного, однако не добился значимых результатов, не поднимаясь на соревнованиях выше второго-третьего мест, и в конце десятилетия вернулся на военную службу.
В 1933 году старший лейтенант Кумпу был назначен военным комиссаром Олонецкого района Автономной Карельской ССР.
Утонул 25 июня 1935 года в городе Олонец во время купания в реке Олонка (по другим данным, в этот день о гибели Кумпу сообщила газета).
Был членом ВКП(б).